# Hämndens ängel
Hämndens ängel (originaltitel: Ms. 45), även känd som Angel of Vengeance, är en amerikansk lågbudgetfilm från 1981 i rape-revenge-genren. Filmen är regisserad av Abel Ferrara och huvudrollen spelas av Zoë Tamerlis Lund.

## Handling
En stum kvinna blir våldtagen två gånger på väg hem från jobbet och bestämmer sig för att ta saken i egna händer. Hon klär sig utmanande och strosar omkring längs gatorna ensam, och utkräver hämnd på den som försöker utnyttja henne.

## Rollista
| Zoë Lund          | – Thana                  |
| Albert Sinkys     | – Albert                 |
| Darlene Stuto     | – Laurie                 |
| Helen McGara      | – Carol                  |
| Nike Zachmanoglou | – Pamela                 |
| Abel Ferrara      | – Första våldtäktsmannen |